# Heterothele honesta
Espèce
Heterothele honesta est une espèce d'araignées mygalomorphes de la famille des Theraphosidae.

## Distribution
Cette espèce est endémique d'Angola.

## Publication originale
- Karsch, 1879 : Zwei neue afrikanische Vogelspinnen. Sitzungsberichte der Gesellschaft naturforschenden Freunde zu Berlin, vol. 1879, p. 63-66 (texte intégral).